# Ripipteryx ornata
Ripipteryx ornata is een rechtvleugelig insect uit de familie Ripipterygidae. De wetenschappelijke naam van deze soort is voor het eerst geldig gepubliceerd in 1927 door Chopard.